# Goethe-Gymnasium Karlsruhe
Das Goethe-Gymnasium Karlsruhe ist ein neusprachliches und naturwissenschaftliches Gymnasium in Karlsruhe, benannt nach Johann Wolfgang von Goethe. Der englisch-bilinguale Zug ist ein Alleinstellungsmerkmal für das Gymnasium.

## Schulprofil
Am Goethe-Gymnasium wird Englisch ab der fünften Klasse unterrichtet. Französisch oder Latein werden seit 2017 auch in der fünften Klasse unterrichtet. Ab der siebenten Klasse wird ein englisch-bilinguales Profil angeboten. In der achten Klasse haben die Schüler die Wahl zwischen dem sprachlichen Zug, wobei Italienisch als dritte Fremdsprache im Hauptfach unterrichtet wird und dem naturwissenschaftlichen Zug, bei dem das Hauptfach Naturwissenschaft und Technik (NWT) verpflichtend ist.
Durch die bilinguale Ausrichtung des Gymnasiums haben die Schüler in der fünften und sechsten Klasse einen verstärkten Englischunterricht. In der zwölften Klasse besteht die Möglichkeit das Cambridge Certificate of Advanced English zu erlangen.
Das Goethe-Gymnasium besitzt eine eigene Big-Band, ein Orchester und zwei Chöre, die in und auch außerhalb der Schule (z. B. Weihnachtskonzert in der Stadtkirche Karlsruhe) auftreten. Eine deutsche Theater-AG rundet das kulturelle Angebot ab.
2025 beschloss der Karlsruher Gemeinderat, dass es ab dem Schuljahr 2025/26 ein neues Profilfach „Bildende Kunst“ geben wird.

## Geschichte
Im Jahr 1908 wurde die Goethe-Schule als ein Realgymnasium gegründet. Der erste Schulleiter war Peter Treutlein (1845–1912). Der Unterrichtsbetrieb in dem für eine Million Mark errichteten Prachtbau begann mit 417 Schülern und 16 etatmäßigen Lehrern. Im Ersten Weltkrieg wurde die Goetheschule zeitweise als Kaserne genutzt, der Unterrichtsbetrieb wurde ausgelagert.
Nach dem Ersten Weltkrieg wurde die Schule von Karl Ott geleitet und nachhaltig geprägt. In dieser Zeit erlangte die Goethe-Schule einen ansehnlichen Ruf als sprachlich-naturwissenschaftliches Gymnasium.
Nach der Machtergreifung der Nationalsozialisten wurde Ott zunächst faktisch, dann 1934 tatsächlich abgelöst und durch den überzeugten Nationalsozialisten Guido Oeß (1884–1960) ersetzt, der die Schule gleichschaltete. Während des Zweiten Weltkriegs diente das Schulgebäude als Unterkunft für verschiedene Organisationen. Am 26./27. September und 4. Dezember 1944 erlitt das Gebäude unter den Luftangriffen schwere Schäden. Aufgrund der Zerstörung des Gebäudes im Zweiten Weltkrieg musste der Unterricht in verschiedene andere Gebäude ausgelagert werden. Auch in den Privatwohnungen der Lehrer wurde Unterricht erteilt.
Ab Ende 1947 wurde das Schulgebäude wieder aufgebaut, 1950 konnte die Wiedereröffnung gefeiert werden und die Schule hieß seitdem Goethe-Gymnasium. In Anbetracht der Tradition wurden zwei Züge unterrichtet: im neusprachlichen Zug wurde Latein als erste Fremdsprache unterrichtet, daneben bestand der mathematisch-naturwissenschaftliche Zug mit dem Schwerpunkt auf den modernen Fremdsprachen und Mathematik.
In dieser Zeit, in der die Schule Auslandskontakte mit Schulen in den USA, in Italien, Frankreich sowie Finnland knüpfte, haben Josef Dolland und Rudolf Eisele von 1945 bis 1951 beziehungsweise von 1951 bis 1961 die Schule geleitet.
Seit 1971 wird am Goethe-Gymnasium Französisch als erste Fremdsprache angeboten. Die nächste große Veränderung betraf die Schulform: Bis 1971 war die Goethe-Schule eine reine Jungenschule. Die Jungenschule wurde aufgegeben und die Koedukation eingeführt. Seit 1977 existiert das Oberstufen-Kurssystem am Goethe-Gymnasium. Da in den 1980er Jahren die Schülerzahlen zu sinken begannen, besteht seitdem eine Kooperation mit dem benachbarten Fichte-Gymnasium. Dadurch konnte bis heute das Kursangebot der Schulen vielfältig gehalten werden. Dieser Umbruch fand vor allem in den Amtszeiten der Schulleiter Erwin Steinbacher (1961–1976) und Walter Mangler (1976–1993) statt.
2008 wurde das hundertjährige Bestehen der Schule gefeiert. Dazu wurde 2006 eine Geschichts-AG gegründet. Aus offiziellen und privaten Archiven wurde eine Festschrift zusammengestellt und eine Ausstellung konzipiert. Höhepunkt war ein Festakt am 23. Februar 2008.

## Persönlichkeiten (Auswahl)

### Bekannte Lehrer
- Karl Ott (1873–1952), Pädagoge, Politiker und Direktor des Goethe-Gymnasiums
- Ulrich Bernays (1881–1948), Altphilologe, lehrte Deutsch, Latein und Geschichte
- Karl Frey, Senator der Südafrikanischen Union, lehrte Deutsch, Englisch und Französisch
- Franz Schnabel (1887–1966), Historiker, lehrte Geschichte, Latein und Französisch
- Clemens Werner (* 1946), Schachspieler, lehrte Mathematik und Geographie
- Ulrich Hochschild (* 1949), Diplomat, lehrte Geschichte, Gemeinschaftskunde und Französisch

### Bekannte Schüler
- Hans Dieter von Gemmingen-Maienfels (1902–1944), Rechtswissenschaftler, Abitur 1920
- Eugen Seiterich (1903–1958), Erzbischof von Freiburg, Abitur 1921
- Hugo Friedrich (1904–1978), Romanist, Abitur 1923
- Lothar Götz (1925–2018), Architekt, Abitur 1943
- Dietmar Schmeiser (* 1937), Psychoanalytiker, Abitur
- Hellmut Königshaus (* 1950), Politiker
- Ingo Wellenreuther (* 1959), Politiker, Abitur 1979